# Latvijas kauss 2003
La Coppa di Lettonia 2003 (in lettone Latvijas kauss) è stata la 62ª edizione del torneo a eliminazione diretta. Il Ventspils ha vinto il trofeo per la prima volta.

## Formula
Tutti i turni ad eliminazione diretta: tutti i turni giocati in gara unica.
Nel primo turno giocarono esclusivamente squadre iscritte alla 2. Līga, mentre dal secondo e dal terzo turno entrarono in gioco le squadre della 1. Līga 2003; infine dagli ottavi di finale scesero in campo le otto formazioni di Virslīga 2003.

## Primo turno
Le gare si sono giocate il 3 e il 4 maggio 2003.
| Squadra 1              | Risultato   | Squadra 2           |
| ---------------------- | ----------- | ------------------- |
| Flaminko Rīga          | 1 – 2       | Skonto Juniors Rīga |
| Kvarcs Madona          | 0 – 2       | Viesulis Riga       |
| Dizvanagi-2 Rezekne    | 4 – 1       | Gulbene             |
| Senators Rīga          | 1 – 4       | Alberts Rīga        |
| Latvijas Finieris Rīga | 5 – 3 (dts) | Saldus              |
| Viola-2 Jelgava        | 2 – 0       | Fotomiks Bauska     |
| Venta                  | 2 – 0       | Miku Liepaja        |
| Rinuzi Rīga            | 5 – 2       | Linde Kuldiga       |
| Ofriss Rīga            | 4 – 0       | Ludza-2             |
| Abuls Smiltene         | 0 – 1       | JFC Rīga            |
| RSK Ludza              | –           | Aluksne             |

## Secondo turno
Le gare si sono giocate tra il 3 e l'11 maggio 2003.
| Squadra 1                 | Risultato | Squadra 2              |
| ------------------------- | --------- | ---------------------- |
| Ditton Juniors Daugavpils | 1 – 2     | Ilūkste                |
| Jūrmala                   | 8 – 0     | Varavīksne             |
| Skonto Juniors Rīga       | 3 – 1     | Rinuzi Rīga            |
| Viola Jelgava             | 1 – 0     | JFC Rīga               |
| Viesulis Rīga             | 4 – 2     | Ofriss Rīga            |
| Aluksne                   | 4 – 3     | Dizvanagi-2 Rezekne    |
| Venta                     | 2 – 0     | Viola-2 Jelgava        |
| Alberts Rīga              | 1 – 2     | Latvijas Finieris Rīga |

## Terzo turno
Le gare si sono giocate tra il 17 e il 20 maggio 2003. In questo turno entrarono in scena le squadre della 1. Līga.
| Squadra 1             | Risultato | Squadra 2              |
| --------------------- | --------- | ---------------------- |
| Viesulis Rīga         | 0 – 1     | Viola Jelgava          |
| Venta                 | 2 – 0     | Dižvanagi Rēzekne      |
| RAF Jelgava           | 0 – 3     | Jūrmala                |
| Namejs Jekabpils      | 0 – 4     | Latvijas Finieris Rīga |
| Balvu Vilki/ATI Balvi | 0 – 8     | Ditton                 |
| Aluksne               | 0 – 8     | JFC Skonto Riga        |
| Ilūkste               | 0 – 3     | Multibanka Rīga        |
| Zibens/Zemessardze    | 3 – 1     | Skonto Juniors Rīga    |

## Ottavi di finale
Le partite si sono giocate il 24 maggio 2003. In questo turno entrarono in gioco le squadre partecipanti alla Virslīga.
| Squadra 1         | Risultato | Squadra 2              |
| ----------------- | --------- | ---------------------- |
| Gauja Valmiera    | 2 – 3     | Ditton                 |
| Metalurgs Liepāja | 5 – 0     | Venta                  |
| Jūrmala           | 2 – 0     | Multibanka Rīga        |
| Viola Jelgava     | 0 – 5     | Dinaburg               |
| Rīga              | 3 – 0     | Zibens/Zemessardze     |
| Auda Ķekava       | 0 – 8     | Skonto                 |
| RKB-Arma Rīga     | 0 – 4     | JFC Skonto Riga        |
| Ventspils         | 11 – 0    | Latvijas Finieris Rīga |

## Quarti di finale
Le partite si sono giocate il 1º giugno 2003.
| Squadra 1 | Risultato             | Squadra 2         |
| --------- | --------------------- | ----------------- |
| Ditton    | 1 – 1 (dts) (3-5 dcr) | Jūrmala           |
| Skonto    | 4 – 1                 | Metalurgs Liepāja |
| Dinaburg  | 0 – 1                 | Rīga              |
| Ventspils | 2 – 0                 | JFC Skonto Riga   |

## Semifinali
Le partite si sono giocate 15 giugno 2003.
| Squadra 1 | Risultato | Squadra 2 |
| --------- | --------- | --------- |
| Ventspils | 3 – 1     | Jūrmala   |
| Skonto    | 4 – 1     | Rīga      |

## Finale
| Arbitro: | Vladimirs Osipovs |

|  |           |                                                            |
|  | Marcatori | 10’ Agafonov 22’ Smirnovs 43’ Rimkus 55’ (rig.) Stukalinas |